# FCW Florida Heavyweight Championship
El FCW Florida Heavyweight Championship (en anglès: Campionat de Florida del Pes pesant) és un campionat de lluita lliure professional pertanyent al territori de desenvolupament de la World Wrestling Entertainment. Va ser incorporat el febrer de 2008.

## Història
El primer campió va ser Jake Swagger, coronat el 15 de febrer. Quan es va coronar també posseïa el FCW Southern Heavyweight Championship; ambdós campionats van ser unificats el 22 de març de 2008, fent que aquest últim quedés desactivat, a causa de la unificació.

## Campió actual
El campió actual és Mason Ryan, qui es troba en el seu primer regnat. Es va coronar al derrotar a l'excampió Alex Riley el 22 de juliol de 2010 a Orlando, Florida.

## Llista de campions
| Lluitador:          | Regnat N°: | Derrotà a:                                      | Data:                  | Llocs:         |
| ------------------- | ---------- | ----------------------------------------------- | ---------------------- | -------------- |
| Jake Swagger        | 1          | Ted DiBiase, Jr.                                | 15 de febrer de 2008   | Tampa, Florida |
| Sheamus O'Shaunessy | 1          | Jack Swagger                                    | 18 de setembre de 2008 | Tampa, Florida |
| Eric Escobar        | 1          | Sheamus O'Shaunessy, Joe Hennig i Drew McIntyre | 11 de desembre de 2008 | Tampa, Florida |
| Joe Hennig          | 1          | Eric Escobar                                    | 26 de febrer de 2009   | Tampa, Florida |
| Vacant              | N/A        | Lesió de Joe Hennig                             | 19 de març de 2009     | Tampa, Florida |
| Drew McIntyre       | 1          | Eric Escobar                                    | 19 de març de 2009     | Tampa, Florida |
| Tyler Reks          | 1          | Drew McIntyre                                   | 11 de juny de 2009     | Tampa, Florida |
| Heath Slater        | 1          | Tyler Reks y Joe Hennig                         | 13 d'agost de 2009     | Tampa, Florida |
| Justin Angel        | 1          | Heath Slater                                    | 24 de setembre de 2009 | Tampa, Florida |
| Alex Riley          | 1          | Justin Gabriel i Wade Barrett                   | 18 de març de 2010     | Tampa, Florida |
| Mason Ryan          | 1          | Alex Riley y Johnny Curtis                      | 22 de juliol de 2010   | Tampa, Florida |

## Regnats més llargs
| Lluitador           | Dies | Data de la victoria    | Data de la derrota     | Notes                              |
| ------------------- | ---- | ---------------------- | ---------------------- | ---------------------------------- |
| Jake Swagger        | 216  | 15 de febrer de 2008   | 18 de setembre de 2008 | Primer campió des de la unificació |
| Justin Gabriel      | 175  | 24 de setembre de 2009 | 18 de març de 2010     | El seu primer regnat               |
| Alex Riley          | 126  | 18 de març de 2010     | 22 de juliol de 2010   | El seu primer regnat               |
| Drew McIntyre       | 84   | 19 de març de 2009     | 11 de juny de 2009     | El seu primer regnat               |
| Sheamus O'Shaunessy | 84   | 18 de setembre de 2008 | 11 de desembre de 2008 | El seu primer regnat               |

## Dades interessants
- Renats més llarg: Jake Swagger, 216 dies.
- Regnat més curt: Joe Hennig, 21 dies.
- Campió més pesat: Sheamus, 123.5 kg.
- Campió més lleuger: Justin Gabriel, 99.8 kg.
- Campió més gran: Tyler Reks, 30 anys.
- Campió més jove: Drew McIntyre, 24 anys.